# Trentino Volley
Trentino Volley volleybollklubb från Trento, Italien. Klubben grundades 23 maj 2000 och spelar sina hemmamatcher i BLM Group Arena. Klubben hade fram till 2022 enbart en herrsektion och det är dess herrlag som det är mest känt för. Det har varit mycket framgångsrik och vunnit italienska mästarerskapet 2008, 2011, 2013 och 2015, italienska cupen 2010,  2012 och 2013, italienska supercupen 2011 och  2013, CEV Champions League 2009, 2010 och 2011,  CEV Cup 2019 och världsmästerskapet i volleyboll för klubbar 2009, 2010, 2011, 2012 och 2018.
Sedan 2022 har klubben även ett damlag, vilket debuterade i serie A1 säsongen 2023/2024.